# Tost
Tost je oblik hleba koji je zapečen izlaganjem toploti. Ova promena je rezultat Maillardove reakcije koja menja ukus hleba i čini ga čvršćim, tako da je lakše nanositi namaze na njega. Tostiranje je uobičajena metoda za postizanje ukusnijeg hleba. Hleb se često peče uz upotrebu tostera, ali se koriste i toster peći. Iako se mogu tostirati mnoge vrste hleba, najčešće se koristi "sečeni hleb", koji se odnosi na hleb koji je već narezan i stavljen u vrećice nakon kupovine i može biti beli, smeđi itd. Tost se obično jede sa maslacem ili margarinom i zaslađenim namazima, kao što su džem ili marmelada. Regionalno, ukusni namazi, kao što su puter od kikirikija ili ekstrakti kvasca, takođe mogu biti popularni. Kada se isprži na puteru, tost se može poslužiti i kao dodatak ukusnim jelima, posebno supama ili varivima, ili prelivenima sa bogatijim sastojcima kao što su jaja ili pečeni pasulj kao lagani obrok. Tost je uobičajena hrana za doručak. Dok su kriške hleba najčešće, peku se i peciva i engleski kolači. Naučne studije iz ranih 2000-ih otkrile su da tost može da sadrži karcinogene (akrilamid) uzrokovane procesom tostiranja.

## Istorija
Reč "tost", što znači "isečeni hleb pečen toplotom", potiče od latinskog torrere, što znači "da se spali". Prva referenca na tost u štampi je u receptu za Oile Soppis (luk zakuvan u galonu ustajalog piva i krigle ulja) koji datira iz 1430. U 1400-im i 1500-im, tost je odbačen ili se jeo nakon što je korišćen kao aroma za piće. U 1600-ima, tost se i dalje smatrao nečim što treba staviti u piće. U svojoj predstavi "Vesela žena Vindzora" iz 1602. godine, Šekspir daje Falstafu rečenicu: "Idi donesi mi četvrtinu vreće, stavi tost." što ukazuje na seksualnu privlačnost za osobu. Tost je korišten kao element američke visoke kuhinje od najranije 1850.

## Konzumiranje
Danas, tost se najčešće jede sa maslacem ili margarinom koji se maže preko njega, a može se poslužiti i sa konzervama, ili drugim namazima pored ili umesto maslaca. Tost sa džemom ili marmeladom je popularan. Nekoliko drugih začina koji se mogu jesti uz tost su čokoladni namaz(npr. nutela), krem sir i kikiriki puter. Ekstrakti kvasca kao što su Marmite u Velikoj Britaniji, Novom Zelandu i Južnoj Africi i Vegemite u Australiji su nacionalne tradicije. Neki sendviči, kao što je BLT, zahtevaju da se koristi tost, a ne hleb. Tost je važna komponenta mnogih doručaka, a važan je i u nekim tradicionalnim blagim specijalitetima za osobe sa gastrointestinalnim problemima kao što je dijareja. U Velikoj Britaniji jelo popularno kod dece je mekano kuvano jaje koje jedu s tostom za doručak. Štapići od tosta ("vojnici") su umočeni u ćureće žumance kuvanog jajeta kroz rupu napravljenu na vrhu ljuske, i jedu se. U južnoj Šri Lanki, uobičajeno je da se tost upari sa kari supom i čajem od mente. Do 2013. godine, "zanatski tost" je postao značajan trend u prehrambenim američkim gradovima kao što je San Francisko, gde su neki komentatori osudili sve veći broj restorana i pekara koji prodaju sveži prepečenac na ono što se smatralo nerazumno visokom cenom.

## Zdravstveni problemi
Prženi komadići hleba mogu sadržati benzo[a]piren i visoke nivoe akrilamida, karcinogena koji se generiše tokom procesa tostiranja. Visoki nivoi akrilamida se takođe mogu naći u drugim zagrejanim hranom bogatom ugljenim hidratima. Što je tamnija površina tosta, to je veća koncentracija akrilamida. Zbog toga, prema preporukama koje je dala Britanska agencija za standarde hrane, hleb treba tostirati što je najkraće moguće.